# Uvariopsis noldeae
Uvariopsis noldeae là loài thực vật có hoa thuộc họ Na. Loài này được Exell & Mendonça miêu tả khoa học đầu tiên năm 1951.